# Vena cava superiore sinistra
La vena cava superiore sinistra o vena di Marshall è la più comune anomalia anatomica del sistema venoso toracico, presente nello 0,3% della popolazione generale. Prende il nome dal medico inglese John Marshall (1818-1891) che per primo la descrisse.

## Embriogenesi
Presente durante la vita embrionale, si occlude formando un legamento fibroso chiamato legamento di Marshall, che unisce il seno coronarico con la vena anonima di sinistra.
La cava sinistra persistente drena il sangue refluo dall'arto sinistro e dalla parte sinistra di capo e collo nell'atrio destro, attraverso il seno coronarico. Può sostenere l'intero reflusso venoso dei campi superiori del corpo. Nel caso di coesistenza di vena cava superiore destra e sinistra, il calibro delle due sarà complementare, in relazione al flusso drenato.

## Significato clinico
La sua presenza non risulta di solito patologica, a meno che non siano compresenti anomalie cardiovascolari ulteriori quali difetti del setto interventricolare o atrioventricolare (50% dei casi); nel qual caso è correlata a significative morbilità e mortalità. Il trattamento chirurgico dell'anomalia semplice non è quindi necessario.
È nota alla cardiologia perché, in caso di presenza di tessuto muscolare, può essere causa di aritmie e di fibrillazione atriale.